# Gisela Grotzke
Gisela Grotzke (* 24. Februar 1948 als Gisela Polzin in Barkelsby, Kreis Eckernförde) ist eine deutsche Politikerin (SPD).

## Leben
Polzin besuchte eine Handelsschule und arbeitete ab 1966 als Sekretärin beim Verlag „Spandauer Volksblatt“. 1970 trat sie der SPD bei und wurde bei der Berliner Wahl 1981 in die Bezirksverordnetenversammlung im Bezirk Spandau gewählt. Bei der folgenden Wahl 1985 wurde Grotzke in das Abgeordnetenhaus von Berlin gewählt und gab ihre Arbeit als Sekretärin auf. Nach zehn Jahren schied sie 1995 aus dem Parlament aus.